# Phthiracarus ferrugineus
Phthiracarus ferrugineus är en kvalsterart som först beskrevs av Koch 1841.  Phthiracarus ferrugineus ingår i släktet Phthiracarus och familjen Phthiracaridae. Inga underarter finns listade i Catalogue of Life.